# Jussie Smollett
Jussie Langston Mikha Smollett (Santa Rosa, 21 giugno 1982) è un attore e cantante statunitense.

## Biografia
Smollett è nato a Santa Rosa, California, figlio di Janet e Joel Smollett. Ha tre fratelli e due sorelle: Jake, Jocqui, Jojo, Jurnee e Jazz. Suo padre è ebreo aschenazita (la sua famiglia è immigrata da Polonia e Russia) e sua madre è afroamericana. Smollett inizia a recitare da bambino, partecipando ai film Stoffa da campioni e Genitori cercasi. Per la televisione ha recitato al fianco di Halle Berry nelle miniserie TV Alex Haley's Queen, e ha recitato al fianco dei suoi fratelli e sorelle nella sit-com della ABC On Our Own, andata in onda dal 1994 al 1995.
Dopo diversi anni di inattività, nel 2012 torna a recitare e ottiene il ruolo da protagonista nel film a tematica LGBT The Skinny. Dopo aver partecipato alle serie televisive The Mindy Project e Revenge, ottiene il ruolo di Jamal Lyon nella serie televisiva della Fox Empire. Nel febbraio 2015 firma un contratto con la Columbia Records per la pubblicazione di un album. Nel 2012 aveva già pubblicato un EP intitolato The Poisoned Hearts Club. Il 2 marzo 2018 pubblica il suo album di debutto intitolato Sum Of My Music.

## Vita privata
Dopo varie speculazioni sul suo orientamento sessuale, nel marzo 2015 Smollett ha confermato ufficialmente la sua omosessualità nel corso di una intervista con Ellen DeGeneres. Il suo coming out è avvenuto il giorno seguente a quello televisivo del suo personaggio interpretato nella serie Empire. Attivamente coinvolto in numerose attività benefiche, è stato nominato dal Black AIDS Institute come uno dei 30 artisti under 30 più influenti nella lotta contro l'HIV/AIDS. Fa parte del Board of Artists for a New South Africa e sostiene la Jenesee Foundation, che si occupa di dare rifugio a donne maltrattate. Inoltre ha partecipato alla NOH8 Campaign, a sostegno dell'uguaglianza e dei diritti LGBT.

## Controversie
Il 29 gennaio 2019 Jussie Smollett ha dichiarato ad un dipartimento di polizia di Chicago di aver subito un'aggressione omofoba e razzista da parte di alcuni sostenitori di Donald Trump. Gli uomini responsabili dell'aggressione hanno poi dichiarato di essere stati pagati dall'attore stesso per simulare un'aggressione, cosicché Smollett è stato indagato dalla polizia per aver reso falsa testimonianza. In seguito a tali avvenimenti, la 20th Century Fox, produttrice della serie tv Empire, ha ufficialmente eliminato il personaggio di Jamal Lyon, interpretato dall’attore, dagli ultimi episodi della quinta stagione. Il 26 marzo 2019 viene reso noto che le accuse nei confronti dell'attore sono state ritirate.
L'11 febbraio 2020, dopo che sono state svolte ulteriori indagini da parte di una procura speciale, Smollett è stato nuovamente incriminato da una gran giurì della contea di Cook per sei capi di imputazione relativi a quattro false segnalazioni alla polizia . Il suo processo è iniziato a novembre 2021 e il 9 dicembre Smollett fu dichiarato colpevole di 5 dei 6 capi di imputazione per disturbo della quiete pubblica.

## Filmografia

### Cinema
- Stoffa da campioni (The Mighty Ducks), regia di Stephen Herek (1992)
- Genitori cercasi (North), regia di Rob Reiner (1994)
- The Skinny, regia di Patrik-Ian Polk (2012)
- Born to Race: Fast Track, regia di Alex Ranarivelo (2014)
- Chiedimi tutto (Ask Me Anything), regia di Allison Burnett (2014)
- Alien: Covenant, regia di Ridley Scott (2017)
- Marcia per la libertà (Marshall), regia di Reginald Hudlin (2017)

### Televisione
- A Little Piece of Heaven – film TV (1991)
- Alex Haley's Queen – miniserie TV, 1 episodio (1993)
- Coach – serie TV, 1 episodio (1993)
- Cro - serie animata, 20 episodi (1993-1994) - voce
- On Our Own - serie TV, 20 episodi (1994-1995)
- The Mindy Project – serie TV, 1 episodio (2012)
- Revenge – serie TV, 1 episodio (2014)
- Underground – serie TV, 2 episodi (2016)
- Empire – serie TV, 82 episodi (2015–2019)

### Videoclip
- Infinity di Mariah Carey (2015)

## Discografia

### Album
- Sum Of My Music (2018)

### EP
- The Poisoned Hearts Club (2012)

## Doppiatori italiani
Nelle versioni in italiano dei suoi lavori, Jussie Smollett è stato doppiato da:
- Flavio Aquilone in Alien: Covenant
- Paolo Vivio in Stoffa da campioni
- Davide Perino in Empire, Star